# Николь де Шатильон

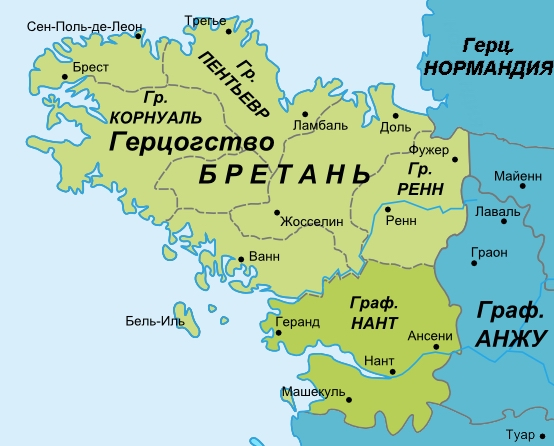
Графство Пентьевр на карте Бретани

Николь (фр. Nicole de Penthièvre, Nicole de Châtillon-Blois, Nicole d’Avaugour; ок. 1424—1480) — графиня Пентьевра с 1454 года (с 1465 года титулярная). Дочь Шарля д’Авогура, третьего сына графа Жана I де Пентьевра и его жены Жанны, герцогини Бретани.

## Биография
В 13-летнем возрасте вышла замуж за Жана II де Бросса (1423—1482) - сына маршала Франции Жана I де Бросса, свадьба состоялась 18 июня 1437 года.
Старший брат Шарля д’Авогура Оливье де Блуа (ум. 1433 год) претендовал на герцогство Бретань. В феврале 1420 года по наущению матери он хитростью захватил в плен герцога Жана V. Началась война, в результате которой Оливье де Блуа потерпел поражение и был изгнан из Пентьевра с конфискацией всех бретонских владений. У него остались только виконтство Лимож и сеньории в Нидерландах.
Оливье де Блуа умер 28 сентября 1433 года. Его наследником стал брат — Жан II де Шатильон (ок. 1395—1454) — второй сын Жана I де Шатильона и Маргариты де Клиссон. Он в 1448 году по Нантскому договору вернул себе графство Пентьевр, конфискованное герцогами Бретани.
Жан II де Шатильон, не имевший детей, завещал все свои владения младшему брату — Гильому. Однако их племянница Николь предъявила права на наследство, так как её отец был старше Гильома. В итоге тому досталось виконтство Лимож, а она получила графство Пентьевр. Николь также унаследовала права на Бретонское герцогство (существовавшие ещё с войны 1341—1364 гг.).
Её муж Жан II де Бросс по правам жены считался графом Пентьевра — вассалом бретонского герцога. В 1465 году во время войны Лиги общественного блага с королём он отказался служить в бретонской армии, и герцог Франциск II конфисковал Пентьевр согласно феодальным законам.
В декабре 1479 года Николь продала королю Людовику XI свои права на Бретонское герцогство за 50 тысяч ливров и обещание вернуть ей или её наследникам Пентьевр после того, когда он станет герцогом Бретани.
В 1532 году издан эдикт об объединении Бретани с Францией, и через 3 года, согласно договору от 23 марта 1535 года, Франциск I передал графство Пентьевр Жану IV де Броссу — правнуку Николь, женатому на королевской любовнице Анне де Пислё.

## Семья
Дети:
- Жан III (ум. 1502), титулярный граф Пентьевра, виконт Бридье
- Антуан, виконт Бридье
- Полина, жена графа Невера Жана II
- Клодина (1450—1513), жена герцога Савойи Филиппа II
- Бернарда (ум. 1484), жена Гульельмо VIII Монферратского
- Елена (ум. 1485), жена Бонифация III Монферратского.